# Frédéric Bettex
Frédéric Bettex, född 9 april 1837, död 14 september 1915, var schweizisk apologet.
Bettex var ursprungligen schweizare, men fick en mångsidig utbildning i flera olika länder, studerade naturvetenskap i Tübingen, matematik i Lausanne, ägnade sig åt konststudier i Italien och var under många år lärare vid ett på kristen grund upprättat läroverk för flickor i Stuttgart, och erhöll för sin pedagogiska verksamhet och sitt författarskap professors titel. Mest känd är han för sina talrika apologetiska skrifter, där han hävdade det kristna dogmat i dess mera ortodoxa fattning gentemot såväl materialism som modern bibelforskning. Hans böcker fick stor spridning. Hans böcker fick stor spridning, flera av dem översattes till en rad språk och utgick i en mängd upplagor. Bland de mera kända märks: Bildung (1904, svensk översättning 1908), Naturstudium und Christentum (1896, svensk översättning 1913, 4:e upplagan 1920), Das Wunder (1897, svensk översättning 1907, 2:a upplagan 1919).